# Donkere greppelschild
De donkere greppelschild (Taphropeltus hamulatus) is een wants uit de onderfamilie Rhyparochrominae en uit de familie bodemwantsen (Lygaeidae).
De onderfamilie Rhyparochrominae wordt ook weleens als een zelfstandige familie Rhyparochromidae gezien in een superfamilie Lygaeoidea. Lygaeidae is conform de indeling van bijvoorbeeld het Nederlands Soortenregister.

## Uiterlijk
Deze soort is 2,9 tot 3,4 mm lang. Net als de andere soorten uit het genus Taphropeltus is de kop achter de ogen ingesnoerd en dragen de dijen twee grote en meerdere kleinere stekels. Het halsschild pronotum is in het midden lager en loopt daarna omhoog.
Van deze wants zijn de kop, het schildje (scutellum) en de voorkant van het halsschild (pronotum) zwart. De voorvleugels zijn bruin met zwart. Ze zijn langvleugelig (macropteer). Hij lijkt op de zeldzamere gewone greppelschild Taphropeltus contractus, maar die is groter, lichter en heeft naar verhouding kortere antennes.

## Verspreiding en habitat
De soort komt voor in Europa van het zuiden van Scandinavië tot de noordelijke rand van het Middellandse Zeegebied. Naar het oosten is hij verspreid tot in de Kaukasus. Hij komt voor in warme. open tot halfschaduwrijke leefgebieden.

## Leefwijze
De wantsen leven op de bodem in de strooisellaag en zuigen aan de zaden van veel verschillende soorten kruidachtige planten en struiken. In het begin van de zomer als het paringstijd is, zijn ze ook op de planten te vinden. De imago’s overwinteren en paren vanaf mei. Nimfen zijn er in juni tot in de herfst, de nieuwe generatie volwassen wantsen verschijnt in augustus. Er is één generatie per jaar.